# Atkarsk
Atkarsk (en russe : Аткарск) est une ville de l'oblast de Saratov, en Russie, et le centre administratif du raïon Atkarski. Sa population s'élevait à 25 438 habitants en 2013.

## Géographie
Atkarsk est située au point de confluence des rivières Atkara et Medveditsa, à 80 km au nord-ouest de Saratov et à 650 km au sud-est de Moscou.

## Histoire
Atkarsk a d'abord été un village tatar à l'embouchure de la rivière Atkar. Elle a le statut de ville depuis 1780. Atkarsk se trouve sur la voie ferrée Saratov – Astrakhan – Moscou.

## Population
Recensements (*) ou estimations de la population
| 1856  | 1897* | 1926*  | 1939*  | 1959*  | 1970*  |
| ----- | ----- | ------ | ------ | ------ | ------ |
| 6 400 | 7 300 | 19 326 | 18 956 | 27 771 | 28 881 |

| 1979*  | 1989*  | 2002*  | 2010*  | 2012   | 2013   |
| ------ | ------ | ------ | ------ | ------ | ------ |
| 29 112 | 28 877 | 27 907 | 25 624 | 25 444 | 25 438 |